# China (Anuel AA)
China is een nummer van de Puerto Ricaanse zangers Anuel AA en Daddy Yankee en de Colombiaanse zanger Karol G uit 2019, in samenwerking met de Puerto Ricaanse zanger Ozuna en de Colombiaanse zanger J Balvin.
Het nummer is een elektronische Spaanstalige interpolatie van It Wasn't Me van Shaggy. Het idee voor Anuel AA om dat nummer te samplen ontstond toen hij, naar eigen zeggen, naar oude muziek aan het luisteren was, en "It Wasn't Me" herkende uit zijn jeugd. "China" gaat over ontrouw in een nachtclub, en daar op heterdaad op betrapt worden. Het nummer werd een grote hit in Latijns-Amerika. Ook werd het een bescheiden zomerhitje in de Verenigde Staten en een aantal Europese landen. In de Nederlandse Top 40 bereikte het nummer de 33e positie, terwijl het in Vlaanderen de 4e positie in de Tipparade bereikte.